# Loganiowate

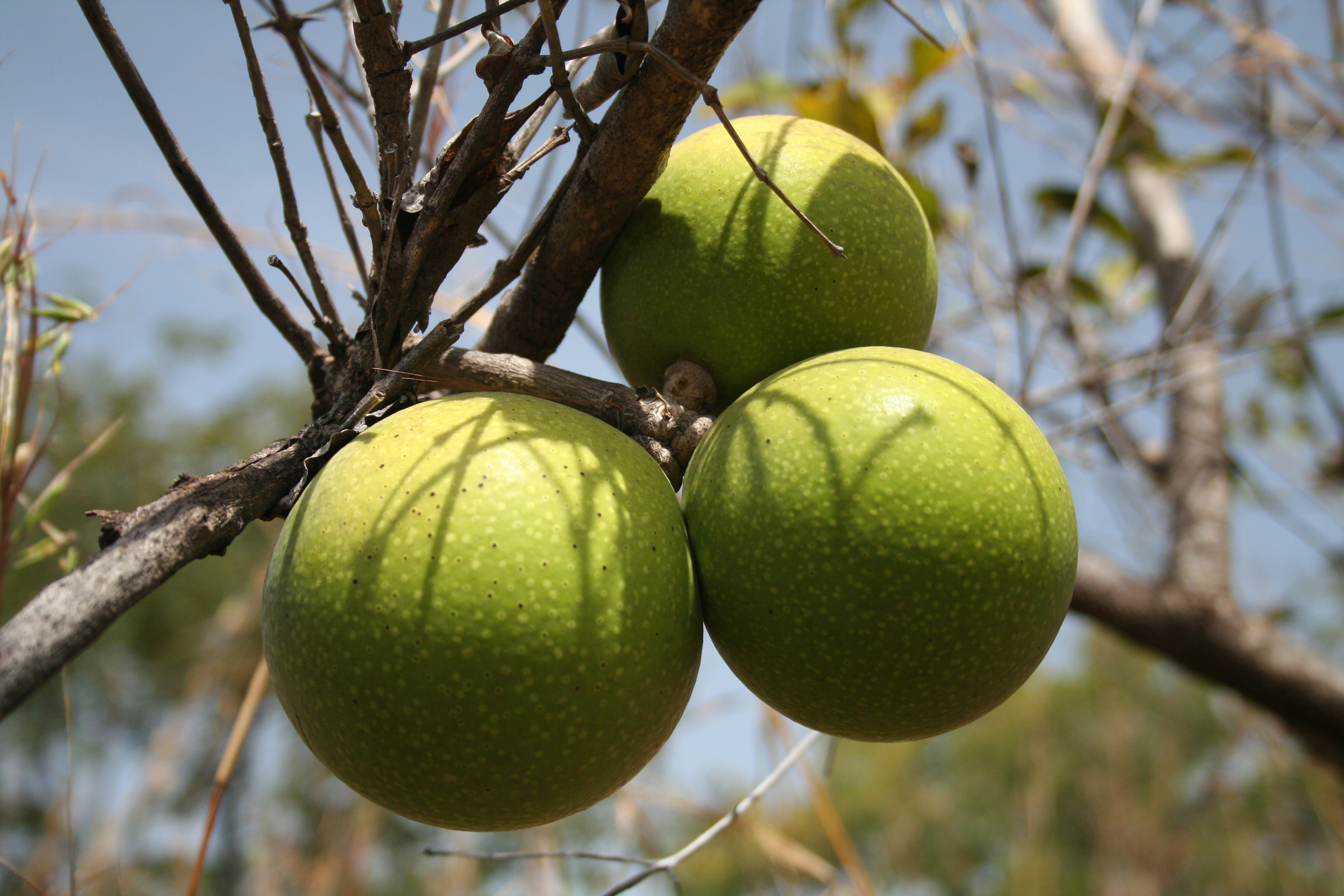
Owoce Strychnos spinosa

Loganiowate, połatowate (Loganiaceae R. Br.) – rodzina roślin należąca do rzędu goryczkowców. Obejmuje 13 rodzajów z około 420 gatunkami roślin rocznych, krzewów, drzew i lian. Występują one w strefie umiarkowanej i subtropikalnej, zwłaszcza w Australii i na Nowej Kaledonii. Zasiedlają tereny suche (rośliny zielne) i deszczowe lasy równikowe (rośliny zdrewniałe). Różne gatunki z rodzaju kulczyba dostarczają silnie trujących alkaloidów takich jak strychnina i brucyna, używane m.in. do trucia strzał i ryb. Z tych samych roślin i innych rodzajów pozyskuje się także związki stosowane w medycynie. Owoce niektórych przedstawicieli rodziny są jadalne.

## Morfologia

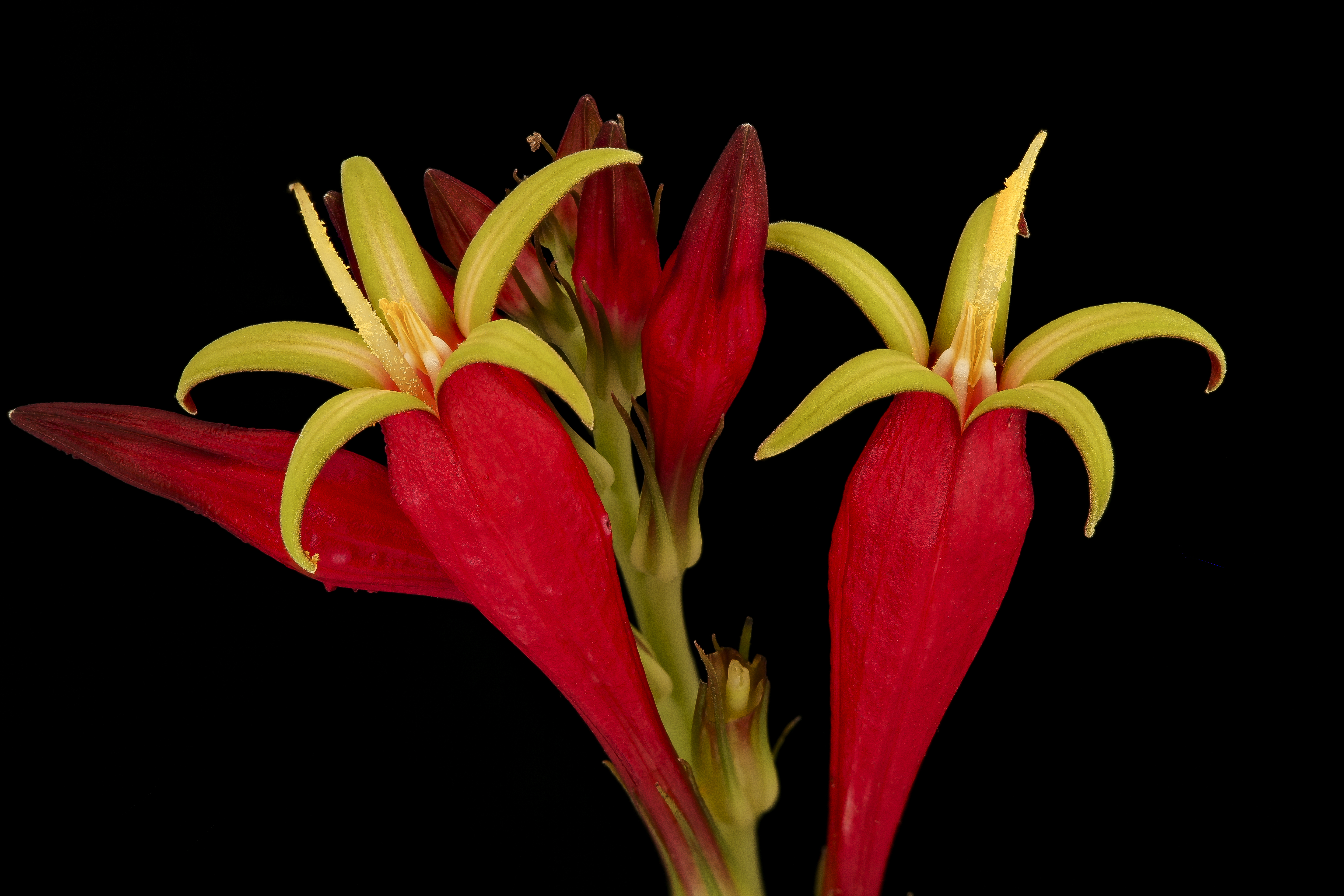
Spigelia marilandica

PokrójDrobne rośliny jednoroczne, pnącza, krzewy i okazałe drzewa. U różnych przedstawicieli występują proste lub zakrzywione ciernie będące zredukowanymi pędami wegetatywnymi. Podobną genezę mają występujące u pnączy wąsy czepne, powstające jako zmodyfikowane odgałęzienia pędu lub też kwiatostany. Zwijają się one, drewnieją i grubieją w miejscu wygięcia.
LiścieNaprzeciwległe, o nasadach połączonych linią. Blaszka liściowa pojedyncza, całobrzega.
KwiatyZwykle zebrane w rozbudowane kwiatostany – szczytowe lub wyrastające w kątach liści wierzchotki. Kwiaty są promieniste, 4 i 5-krotne, najczęściej obupłciowe. Kielich tworzą zazwyczaj cztery lub pięć zrośniętych przynajmniej u nasady działek. Czasem (np. Usteria) działki bywają bardzo asymetryczne. Korona zrośnięta z takiej samej liczby płatków jak liczba działek kielicha, zwykle rurkowata, z krótkimi łatkami na końcach. Pręciki schowane są w rurce korony. Zalążnia jest górna (rzadko wpół dolna), powstaje z dwóch owocolistków i zwykle jest dwukomorowa, rzadko z jedną komorą.
OwocPrzeważnie torebka. U roślin z rodzaju Neuburgia pestkowiec, u Strychnos owoc jest jagodopodobny i osiągać może do 20 cm średnicy.

## Systematyka
Pozycja systematyczna według APweb (aktualizowany system APG IV z 2016)
Jeden z kladów w obrębie rzędu goryczkowców (Gentianales) z grupy astrowych spośród roślin okrytonasiennych.
|  | Gelsemiaceae            |
|  |                         |
|  | Loganiaceae loganiowate |
|  |                         |

|  | Gentianaceae goryczkowate |
|  |                           |
|  | Apocynaceae toinowate     |
|  |                           |

|  | Gelsemiaceae            |
|  |                         |
|  | Loganiaceae loganiowate |
|  |                         |

|  | Gentianaceae goryczkowate |
|  |                           |
|  | Apocynaceae toinowate     |
|  |                           |

|  | Gelsemiaceae            |
|  |                         |
|  | Loganiaceae loganiowate |
|  |                         |

|  | Gentianaceae goryczkowate |
|  |                           |
|  | Apocynaceae toinowate     |
|  |                           |

|  | Gelsemiaceae            |
|  |                         |
|  | Loganiaceae loganiowate |
|  |                         |

|  | Gentianaceae goryczkowate |
|  |                           |
|  | Apocynaceae toinowate     |
|  |                           |

Zaliczane tu w dawniejszych systemach rodzaje poprzenoszone zostały do innych rodzin: Plocosperma do monotypowej Plocospermataceae, Gelsemium i Mostuea do Gelsemiaceae, Buddleja i kilka innych tworzących plemię Buddlejeae zaliczanych jest do trędownikowatych Scrophulariaceae, Retzia i Nuxia do Stilbaceae, Potalia, Anthocleista, Fagraea do goryczkowatych Gentianaceae, Desfontainia do Columelliaceae.
Podział na plemiona i rodzaje
Plemię Spigelieae
- Adelphacme K.L.Gibbons, B.J.Conn & Henwood
- Mitrasacme Labill.
- Mitreola L.
- Phyllangium Dunlop
- Pseudospigelia Klett
- Schizacme Dunlop
- Spigelia L. – spigelia

Plemię Loganieae
- Geniostoma J. R. Forster & G. Forster
- Logania R. Brown
- Orianthera C.S.P.Foster & B.J.Conn

Plemię Strychneae
- Gardneria Wall.
- Neuburgia Blume
- Strychnos L. – kulczyba

Plemię Antonieae
- Antonia Pohl
- Bonyunia M.R.Schomb. ex Progel
- Norrisia Gardner
- Usteria Willd.